# Anaplectoides
Genre
Le genre Anaplectoides regroupe des lépidoptères (papillons) nocturnes de la famille des Noctuidae.

## Liste d'espèces
- Anaplectoides brunneomedia McDunnough, 1946
- Anaplectoides colorata (Corti & Draudt, 1933)
- Anaplectoides inexpectata Dierl, 1983
- Anaplectoides magnifica (Moore, 1882)
- Anaplectoides perviridis (Warren, 1912)
- Anaplectoides phaeotaenia Boursin, 1955
- Anaplectoides prasina (Denis & Schiffermüller, 1775) - la Noctuelle verte
- Anaplectoides pressus (Grote, 1874)
- Anaplectoides tamsi Boursin, 1955
- Anaplectoides virens (Butler, 1878)

Selon ITIS (19 févr. 2011) :
- Anaplectoides brunneomedia McDunnough, 1946
- Anaplectoides prasina (Denis & Schiffermüller, 1775)
- Anaplectoides pressus (Grote, 1874)